# 進美寺
進美寺（しんめいじ）は、兵庫県豊岡市にある天台宗の仏教寺院。山号は日前山（にちぜんざん）。本尊は聖観世音菩薩。鎌倉時代に幕府御祈祷所と定められ、現在も但馬西国霊場 第一番札所として格式を誇る。

## 歴史

### 開基
進美寺山の山腹に位置する寺院。寺の歴史を記した『日前山進美寺縁起』によれば、文武天皇御宇、慶雲2年（705年）に行基菩薩が諸国の勝地を行脚。但馬国に来錫した際、聖観世音菩薩を安置して霊場を開いたことに始まるとされる。これが現在に至るまで本尊として安置されている聖観世音菩薩である。聖武天皇の御代に勅を賜って十三間四面の大伽藍が建立され、四十二の別院を有した。

### 鳥羽上皇御願寺
仁平元年（1151年）鳥羽上皇の御願寺として『大般若経』600軸の寄進を受け、それが為、比叡山延暦寺が但馬を寺院知行国とした時には、但馬国内の総取締所に選定された。現在も但馬西国霊場 第一番札所としての格式を誇る。

### 源氏の勝利を祈願
治承4年（1180年）、平家の圧力によって安徳天皇に譲位された高倉天皇が、上皇となられた際、従来の慣習に従わず安芸の厳島神社へ御幸されることとなった。（厳島神社は、平家の氏神にあたる）先例として社参を受けるべき円城寺の衆徒や延暦寺、興福寺の衆徒はこれに異議を唱え、反平家の態度で団結。高倉上皇の厳島御幸を断行しようと謀る平清盛と対決姿勢を鮮明にした。進美寺は、本山である延暦寺の指示を受け但馬における反平家の拠点として平家誅滅・源氏必勝の祈願を行い、源氏方の有力勢として活躍。
元暦2年（1185年）、源義経が屋島の戦いで平家の軍勢を攻めた時、進美寺は観音経一万巻を転読し源氏の勝利を祈願した。さらに、文治2年正月18日（1186年）からは、平家討滅まで毎日観音経三十三巻の読誦を行い源頼朝の武運長久・必勝萬歳を奉祈した。これらの必勝祈願は、頼朝から指示を受けた但馬国惣追捕使・小野時広を奉行として行われた。進美寺は平家討滅の祈願を早くから行い、親頼朝路線を鮮明にしていた実績から信認を得て「幕府祈祷所(関東御祈祷所)」と定められた。進美寺は、建久5年5月（1194年）には、法華経三千部と観音経十万巻を奉読したこれまでの実績を小野時広に示し、これを受けて小野は「進美寺は関東(鎌倉幕府)の大切な御祈祷所であるから、(進美寺に対して)決して狼藉を行うようなことがあってはならない」と但馬国中の大名・豪族に対して厳命を下した。

### 幕府祈祷所
源平合戦までは、但馬地方は主に平家一門の知行する国であったが、平家追討の後、平家没収地に関東武士が多く入領することになった。幕府は、「惣追捕使」を「守護」と改め、小野時広の後任に安達親長を但馬国守護に任じた。
建久8年（1197年）、鎌倉幕府は源平合戦の戦歿諸士・数十万柱の慰霊のため、全国に8万4,000基の五輪宝塔の造立を命じ、但馬国では五輪宝塔三百基を造立。うち六十三基は進美寺の住職が造立を担当し、残りの二百三十七基は但馬国内の有力者が造立を負担した。同10月4日、これら五輪宝塔造立法要を勧進奉行・源親長として進美寺で挙行し、以降も関東から但馬に入領した武士層を中心として源氏の氏寺として崇敬を深めた。
正治元年（1199年）にも「関東御祈祷所但馬進美寺」へ文書が発給され、承久の兵乱の後、但馬守護が太田昌明（常陸房）に交替してもこれらの権能は引き継がれた。

## 進美寺城

### 但馬における南朝方の拠点
峻険な山に建つ進美寺は、山城の立地に適していたため、やがて伽藍は要塞化して山城となり「進美寺城」と称された。南北朝時代は、但馬における南朝方の拠点として活躍した。建武3年（1336年）南朝方の勢力が挙兵すると、今川頼貞に従い京より但馬へ帰国した伊達義綱（養父郡小佐郷地頭）の軍勢が進美寺城を攻め、激しい攻防戦が繰り広げられた。一旦、北朝方の軍勢が進美寺城を攻め落としたが、再び南朝方が取り戻し、建武5年（1338年）、今川頼貞は再度、進美寺城を攻め落とすよう命じている。進美寺は、山頂部に白山城、東尾根に掻上城、進美寺の観音堂から北へ伸びた尾根に進美寺城が作られた。
戦国時代、進美寺山の合戦で兵火に遭い伽藍が焼失したが、江戸時代、出石藩主・小出家、松平家、仙石家といずれ藩主も大檀越として歴代に名を連ね、境内の観音堂、庫裡、仁王門が順次再建された。再建されて今日に至っている。

## 進美寺文書
寺院所蔵の『進美寺文書』は、鎌倉以降の但馬の歴史を知るために必須の貴重文書で、兵庫県の文化財に指定されている。

## 重要文化財
- 鰐口（工芸品） - 兵庫県指定文化財[1]
- 『進美寺文書』（書跡） - 兵庫県指定文化財[1]

## 境内
- 仁王門
- 本堂
- 観音堂
- 庫裏（客殿）
- 鐘楼
- 駐車場：境内にあり。無料。

## 行事
- 4月第3日曜日 - 観音祭大般若会
- 5月第1日曜日 - 薬師堂大般若
- 5月第1日曜日 - 釈尊降誕会花祭り
- 8月15日 - 盂蘭盆会施餓鬼
- 11月第1日曜日 - 天台大師会祖師講

## 交通アクセス
鉄道
- JR山陰本線・江原駅よりタクシー

道路
- 一般道：日置坂自動車道
- 高速道路：

## 但馬三十三観音霊場
前後の札所
- 第一番・進美寺 - 兵庫県豊岡市日高町赤碕
- 第二番・総持寺 - 兵庫県豊岡市出石町宮内
- 第三番・金剛寺 - 兵庫県豊岡市金剛寺
- 第四番・比曽寺 - 兵庫県豊岡市日高町頃垣
- 第五番・観音寺 - 兵庫県豊岡市日高町観音寺
- 第六番・明禅寺 - 兵庫県豊岡市日高町森山
- 第七番・満福寺 - 兵庫県養父市十二所

## 周辺
- 養父神社
- 名草神社
- 観音寺
- 満福寺